# Дидубийский пантеон
Пантео́н писа́телей и обще́ственных де́ятелей Гру́зии Диду́бе (Дидубийский пантеон; груз. დიდუბის მწერალთა და საზოგადო მოღვაწეთა პანთეონი, груз. დიდუბე) — некрополь в Тбилиси (проспект Акакия Церетели, 42), где похоронены многие из известных писателей, артистов, учёных и национальных героев Грузии.

## История

На церемонии переноса праха Бараташвили из пантеона Дидубе в пантеон Мтацминда. Справа-налево, стоят — Георгий Леонидзе, Константин Гамсахурдиа, Александр Кутатели, Владимир Глонти, Дмитрий Бенашвили, Ило Мосашвили, Павел Ингороква, Гиго Хечуашвили, Шалва Дадиани, Григол Цецхладзе, Алио Мирцхулава, Сумбаташвили (племянник Бараташвили, сын сестры Н. Бараташвили — Софии), Е. Леонидзе (жена Г. Леонидзе), Серго Клдиашвили, Платон Кешелава. Сидят Ираклий Абашидзе и Ражден Гветадзе (слева). 1938 год.

Организован на месте старого городского кладбища в 1939 году.
В 1938 году с Дидубийского кладбища в пантеон Мтацминда был перенесён прах перезахороненного здесь в 1893 году поэта Николая Бараташвили (1817—1845).
В течение 30 лет директором Пантеона был И. Ениколопов.
В 2015 году официально объявлено о закрытии некрополя.

## Список погребённых в Пантеоне
См. категорию Похороненные в Дидубийском пантеоне
- Абашидзе, Григол Григорьевич (1914—1994), грузинский поэт
- Абашидзе, Кита Георгиевич (1870—1917), грузинский общественный деятель
- Абакелия, Тамара Григорьевна (1905—1953), грузинский скульптор, театральный художник, график
- Абуладзе, Тенгиз Евгеньевич (1924—1994), грузинский режиссёр, народный артист СССР.
- Авалишвили, Зураб Давидович (1876—1944), грузинский общественный деятель, историк, дипломат и юрист
- Амашукели, Элгуджа Давидович (1928—2002), советский и грузинский скульптор
- Андроников, Луарсаб Николаевич (1872—1939), грузинский и российский адвокат, отец И. Л. Андроникова
- Анфимов, Яков Афанасьевич (1852—1930), русский невропатолог и психиатр
- Арчвадзе, Тенгиз Григорьевич (1932—2023), советский и грузинский актёр, народный артист Грузинской ССР.
- Ахвледиани, Елена Дмитриевна (1901—1975), грузинский художник, график.
- Бурмистрова, Наталья Михайловна (1918—2008), актриса, народная артистка СССР.
- Васадзе, Акакий Алексеевич (1899—1978), грузинский актёр и режиссёр, народный артист СССР.
- Габашвили, Екатерина Ревазовна (1851—1938), грузинская писательница.
- Гегечкори, Георгий Владимирович (1923—2003), грузинский актёр, народный артист Грузинской ССР.
- Гогелия, Георгий (Командо) Ильич (1878—1924) — русский революционер-анархист грузинского происхождения.
- Гранели, Терентий (1897—1934), грузинский поэт и эссеист
- Давиташвили, Мария Петровна (1907—1975) — грузинская актриса, народная артистка Грузинской ССР.
- Давыдова, Вера Александровна (1906—1993), советская оперная певица и педагог, народная артистка РСФСР и Грузинской ССР.
- Жвания, Зураб Виссарионович (1963—2005), премьер-министр Грузии.
- Инанишвили, Реваз Константинович (1926—1991), грузинский писатель-новеллист
- Павел Ингороква (1893—1983), грузинский историк и филолог
- Иоселиани, Джаба (1926—2003), грузинский политик и военачальник
- Лили Иоселиани (1923—2014) — грузинский театральный режиссёр и педагог
- Иоселиани, Отиа Шалвович (1930—2011), грузинский и советский писатель
- Канделаки, Николай Порфирьевич (1889—1970), грузинский скульптор, основоположник монументальной школы скульптуры Грузии
- Кешелава, Платон Георгиевич (1893—1963), грузинский общественный деятель, писатель-критик
- Кутателадзе, Аполлон Караманович (1900—1972), грузинский живописец, график, заслуженный деятель искусств Грузинской ССР
- Коберидзе, Отар Леонтьевич (1924—2015), грузинский актёр и режиссёр, народный артист Грузии.
- Леселидзе, Константин Николаевич (1903—1944), советский военачальник, генерал-полковник.
- Леселидзе, Нина Ивановна (1906—1974), супруга генерал-полковника К. Н. Леселидзе.
- Махарадзе, Котэ Иванович (1926—2002), советский и грузинский актёр, телеведущий
- Панджикидзе, Гурам Иванович (1933—1997), грузинский писатель-фантаст
- Роинашвили, Александр Соломонович (1846—1898), первый профессиональный фотохудожник грузинского происхождения, этнограф и коллекционер
- Тавадзе, Соломон Игнатьевич (1890—1960), писатель, поэт и переводчик.
- Микел Тамарати (1858—1911), грузинский католический священник, учёный, церковный историк, общественный деятель.
- Умиков, Пётр Иосифович (1838—1904), грузинский народный писатель, общественный деятель, публицист, собиратель и публикатор грузинского фольклора, журналист, педагог, драматург, театральный деятель, артист комедийного жанра.
- Хечинашвили, Симон Николаевич (1919—2010), оториноларинголог, государственный и политический деятель, академик Академии медицинских наук, академик Академии наук Грузии.
- Церетели, Зураб Константинович (1934—2025), грузинский и российский скульптор, художник.
- Чиаурели, Софико Михайловна (1937—2008), грузинская и советская актриса.
- Чхеидзе, Резо Давидович (1926—2015), советский грузинский кинорежиссёр и актёр.
- Чхиквадзе, Рамаз Григорьевич (1928—2011), советский грузинский актёр театра и кино, народный артист СССР.
- Цомая, Надежда Афанасьевна (1904—1974), советская и грузинская оперная певица, народная артистка Грузинской ССР.
- Элиава, Лия Шалвовна (1934—1998), советская и грузинская актриса.